# Automobili Turismo e Sport
Automobili Turismo e Sport (ATS) es un constructor de automóviles italiano y exequipo de automovilismo de los años 1960, fundada por Carlo Chiti y Giotto Bizzarrini en los años 60,y reactivada en 2012.

## Historia

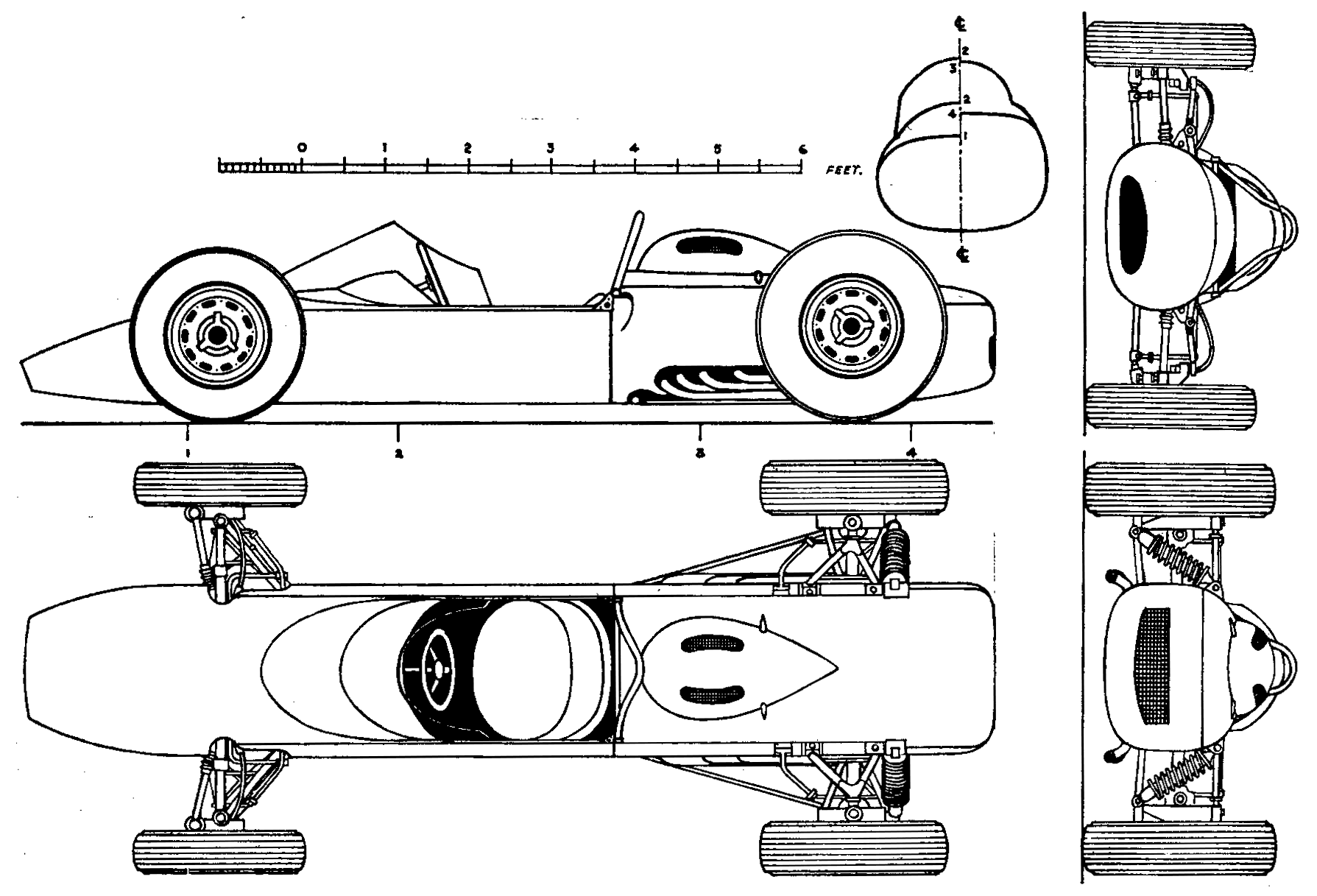
ATS 100

Al final de la temporada 1961, Ferrari había logrado el título de pilotos gracias a Phil Hill y así como su primer título del campeonato de constructores. Sin embargo no todo estaba bien en Maranello, el equipo se había convertido en un semillero de intriga y maquinaciones políticas entre varias facciones. Las cosas finalmente alcanzaron el cenit cuando Laura Ferrari comenzó inmiscuirse en el negocio. Algunos directivos presentaron un ultimátum a Enzo Ferrari: O nos deja trabajar en paz o nos marchamos. Cuenta Romolo Tavoni que Ferrari muy ofendido dijo: ¡ Si esto es lo que usted piensa, ahí está la puerta, y aquí está su dinero!, era típico de Ferrari, y le fue imposible admitir que tuvimos razón.. De todas maneras el ambiente ya estaba muy enrarecido tras la muerte de Wolfgang von Trips y por la enemistad de muchos con Eugenio Dragoni. Aunque los motivos exactos para la ruptura nunca fueron totalmente revelados el resultado fue que el director del equipo Romolo Tavoni, el diseñador principal Carlo Chiti, el diseñador y responsable del programa de gran turismos Giotto Bizzarrini, el director de ventas Federico Giberti, el jefe del departamento de finanzas Ermano della Casa y muchos otros abandonaron Ferrari. La revolución barrió a la vieja generación y trajo al que luego se convertiría en leyenda, el ingeniero de 26 años Mauro Forghieri al mando de Ferrari.

Los desertores se unieron al Conde Giovanni Volpi, un veneciano de 24 años, el propietario de Scuderia Serenissima, que trataba de construir un equipo más competitivo, a la operación se unieron también en la parte financiera el magnate textil Giorgio Billi y el millonario sudamericano Jaime Ortiz Patiño. Había nacido la Società per Azioni Serenissima Automobili Turismo Sport. El equipo Serenissima se estableció en el barrio Marconi de Bolonia y Chiti comenzó a diseñar un coche F1 con el objetivo de estar listo para el final de 1962. Después se construirían gran turismos para intentar conquistar el Campeonato Mundial de Resistencia, pero eso fue solo la teoría. El proyecto vaciló cuando Volpi y Patiño se marcharon después de continuas discusiones con los demás y el nombre Serenissima se fue con él (resurgiría unos años más tarde como un proveedor de motores para McLaren). El resto constituyó Automobili Turismo e Sport, y a pesar del revés financiero Chiti prosiguió el proyecto y mostró el nuevo monoplaza. El ATS 100 era encantador, pequeño, compacto y muy parecido a un Ferrari pero con líneas muy modernas y elegantes.

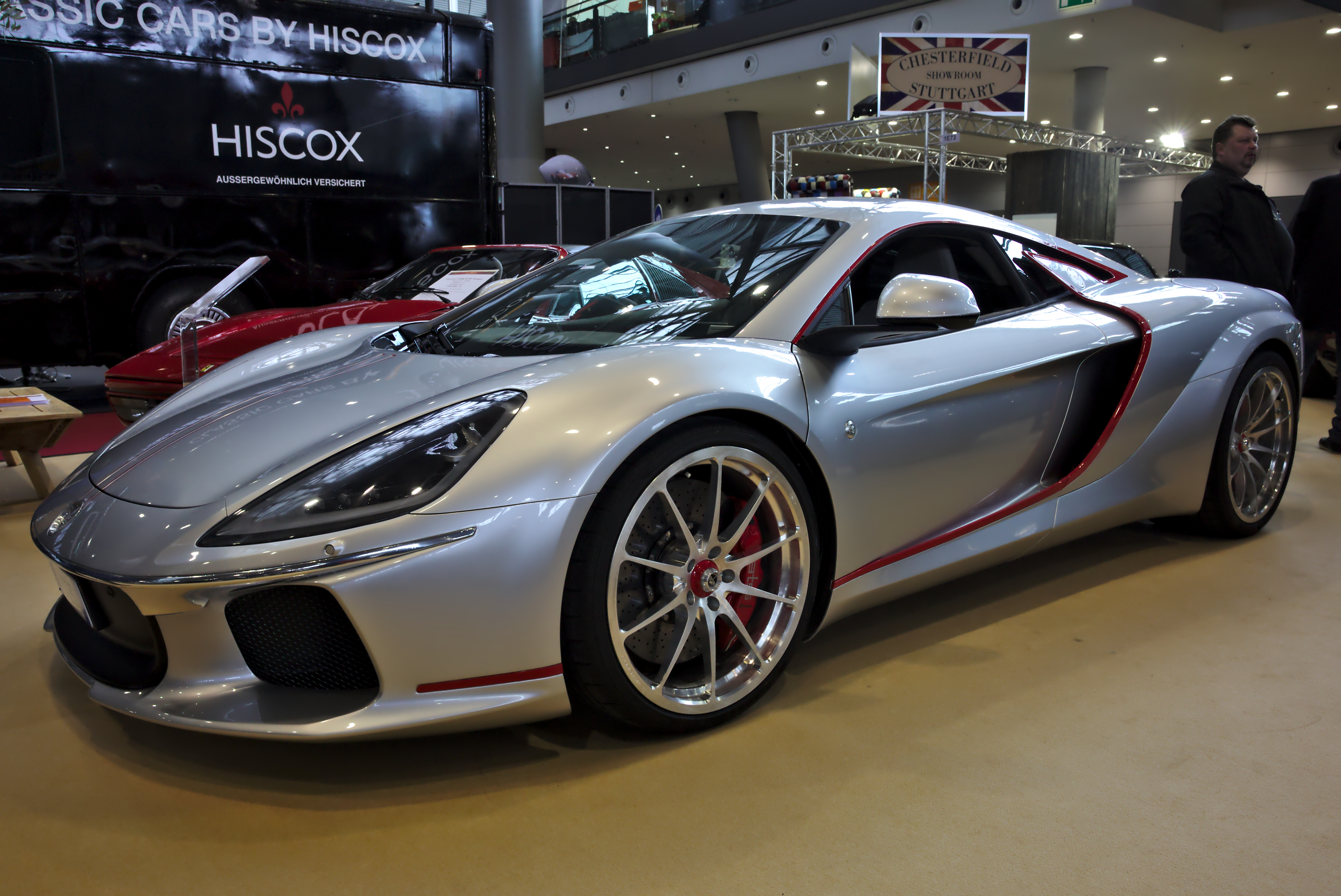
ATS GT, presentado en 2017

No quedaba más que encontrar a los pilotos, y estos fueron de primera fila: Phil Hill, campeón del mundo de 1961 y Giancarlo Baghetti, el único piloto que había ganado la primera carrera en la que participaba, también en 1961 con Ferrari. Hill y Baghetti estaban decepcionados con Ferrari que había sido sobrepasada durante la temporada 1962 por los equipos británicos y el equipo culpaba a los pilotos, que además no se entendían con Eugenio Dragoni.
Lo habitual en los equipos de F1 de la época era utilizar los primeros meses del año participando en carreras fuera campeonato para perfilar las habilidades del coche y probar la fiabilidad de su maquinaria. Esto no pudo hacerlo ATS ni tan siquiera asistieron la carrera de apertura en Mónaco. La improvisación y desorganización tal vez provocada por problemas financieros impidió hacer más pruebas de las que fueron realizadas por el piloto británico Jack Fairman y el nuevo motor V8 que fue lo que más problemas dio. Hubo que esperar hasta Bélgica para ver por fin el ATS en carrera. Los monoplazas se calificaron en el fondo de la parrilla y se retiraron por problemas en la transmisión. Después de otra carrera decepcionante en Zandvoort, el equipo optó para saltarse las dos siguientes carreras, para seguir su desarrollo, pero la mala suerte se unió a la desorganización cuando su transporte se estrelló en el camino hacia Nurburgring con lo que se perdió también la posibilidad de participar en el Gran Premio alemán. El equipo reapareció en Monza, los dos monoplazas acabaron la prueba aunque Hill en el puesto 11.º a 7 vueltas del ganador y Baghetti 15.º y último a 23 vueltas. Las dos últimas carreras fueron aún peor, en Watkins Glen los dos coches tuvieron problemas con la bomba de aceite, Baghetti en la 1.ª vuelta y Hill en la 4.ª. En México, el motor de Baghetti duró 10 vueltas, Hill aguantó hasta la 40, en la que rompió la suspensión.
Al fin de la temporada, la empresa italiana entra en crisis financiera, A.T.S. desaparece después de una temporada muy decepcionante. Carlo Chiti estableció Autodelta en 1964, Biazzarrini entró a trabajar para el fabricante rival de Ferrari, Ferruccio Lamborghini, mientras que otros miembros vuelven al equipo de Modena.
En 1964, Vic Derrington y Alf Francis compraron el ATS de Baghetti lo remodelaron e hicieron correr al portugués Mário de Araújo Cabral en Italia. Logró clasificarse en el puesto 19, y en la carrera tras 24 vueltas se retira por problemas en el encendido, acabando con la historia de ATS en muchos años.
Luego de la desvinculación, Bizzarrini se fue a Lamborghini y Chiti fundó Autodelta junto al exmotorista de Ferrari, Lodovico Chizzola.

### Reactivación
En 2012, fue adquirida por Gianluca Gregis y comenzó el desarrollo de las ATS Sport 1000 y 2500 GT. En 2017, mostró el nuevo ATS GT con motor McLaren, y afirmó que producirían 12 vehículos.

## Resultados

### Fórmula 1
(Clave) (negrita indica pole position) (cursiva indica vuelta rápida)

| Año     | Chasis | Motor  | Neu. | Pilotos            | 1   | 2   | 3   | 4   | 5   | 6   | 7   | 8   | 9   | 10  | Puntos | Pos. |
| ------- | ------ | ------ | ---- | ------------------ | --- | --- | --- | --- | --- | --- | --- | --- | --- | --- | ------ | ---- |
| 1963    | 100    | 1.5 V8 | D    |                    | MON | BEL | NED | FRA | GBR | GER | ITA | USA | MEX | RSA | 0      | NC   |
| 1963    | 100    | 1.5 V8 | D    | Phil Hill          |     | Ret | Ret |     |     |     | 11  | Ret | Ret |     | 0      | NC   |
| 1963    | 100    | 1.5 V8 | D    | Giancarlo Baghetti |     | Ret | Ret |     |     |     | 15  | Ret | Ret |     | 0      | NC   |
| Fuente: |        |        |      |                    |     |     |     |     |     |     |     |     |     |     |        |      |